# Caridina lanceifrons
Caridina lanceifrons is een garnalensoort uit de familie van de Atyidae. De wetenschappelijke naam van de soort is voor het eerst geldig gepubliceerd in 1936 door Yu.